# Akodon affinis
Akodon affinis är en däggdjursart som först beskrevs av J. A. Allen 1912.  Akodon affinis ingår i släktet fältmöss, och familjen hamsterartade gnagare. IUCN kategoriserar arten globalt som livskraftig. Inga underarter finns listade.
Denna gnagare förekommer i bergstrakter i norra Colombia. Den vistas där vanligen mellan 1300 och 3000 meter över havet. Habitatet utgörs av skog. Individerna är aktiva på dagen och de vistas främst på marken. Akodon affinis äter insekter, frön och andra växtdelar.